# Corbusierhaus

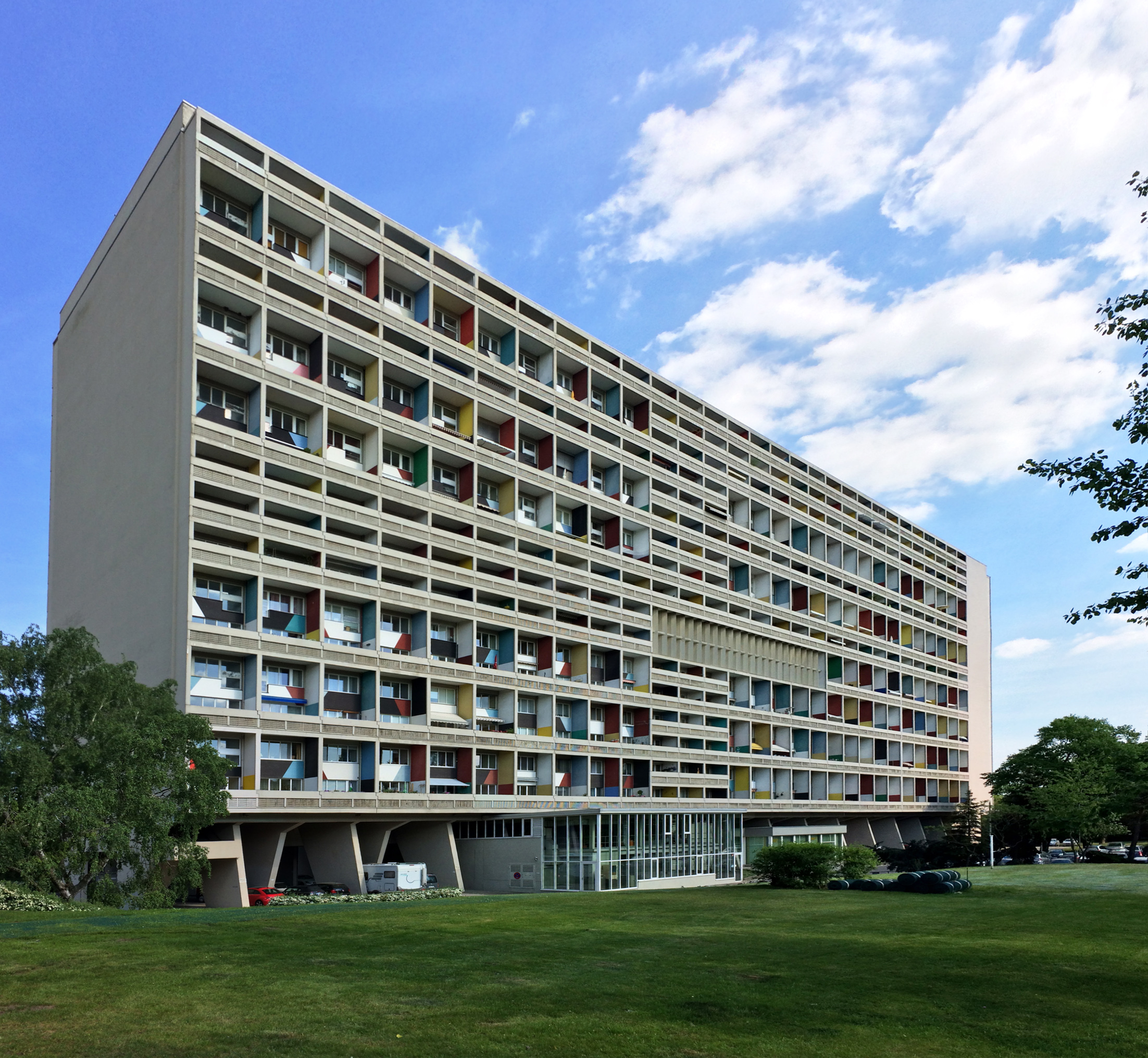
Das Corbusierhaus (Unité d’habitation) Berlin

Das Corbusierhaus (auch Le Corbusierhaus, Corbusierhaus Berlin oder Wohnmaschine) ist ein nach Plänen des Architekten Le Corbusier errichtetes Hochhaus und Solitär im Berliner Ortsteil Westend des Bezirks Charlottenburg-Wilmersdorf.

## Geschichte

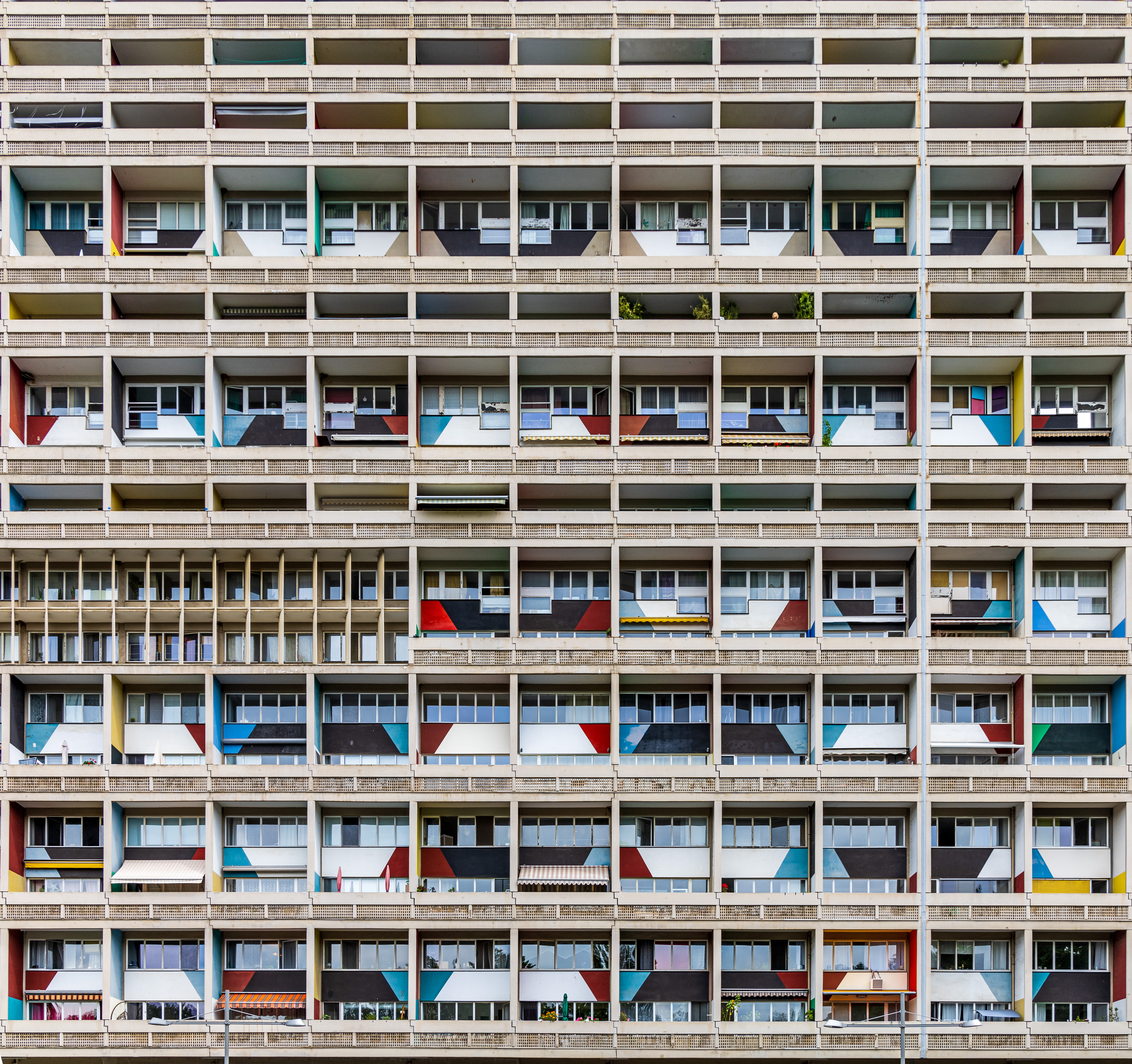
Das Corbusierhaus Berlin, Teilansicht

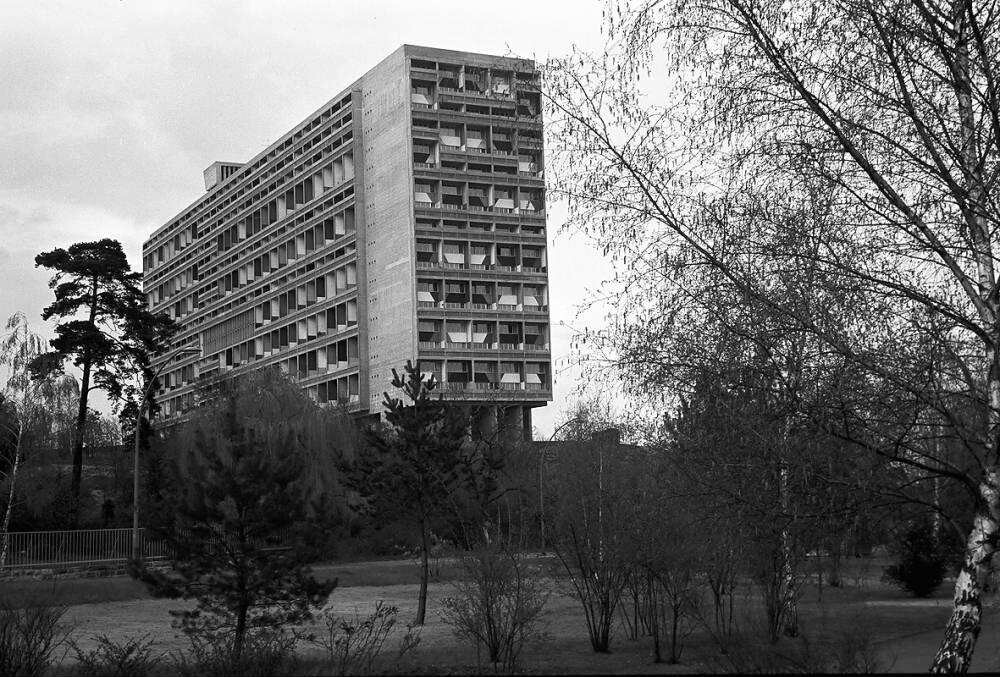
Das Gebäude kurz nach dem Bau (der verglaste Beton-Pavillon in schräger Kastenform existiert nicht mehr auf dem Dach)

Das eigentlich als Unité d’habitation, type Berlin (französisch für ‚Wohneinheit, Typ Berlin‘) bezeichnete Gebäude gehört zu dem von Le Corbusier entwickelten Hochhaustyp der „Unité d’habitation“. Es wurde für die Internationale Bauausstellung von 1957 (Interbau) entworfen und sollte ursprünglich im Hansaviertel realisiert werden. Die Entwürfe der Interbau im Stil des Brutalismus werden teilweise als Reaktion West-Berlins auf die Neubauten in Ost-Berlin verstanden, unter anderem die Gestaltung der Karl-Marx-Allee.
Aufgrund der Größe wurde das Gebäude nicht im Hansaviertel errichtet. Berlin stellte ein städtisches Grundstück am Olympiastadion zur Verfügung, das sogenannte „Heilsberger Dreieck“, zwischen Heilsberger Allee, der heutigen Flatowallee, und S-Bahn-Trasse gelegen. Zwischen 1956 und 1958 wurde das Gebäude dort auf einer leichten Anhöhe errichtet. Es beinhaltet nunmehr 530 Wohnungen auf 17 Geschossen, die über zehn sogenannte „Innenstraßen“ erschlossen werden. Vorschriften der deutschen Bauordnung und des sozialen Wohnungsbaus bedingten Abweichungen vom ursprünglichen Entwurf. Die Raumhöhe beträgt 2,50 Meter statt der von Corbusiers Proportionsschema Modulor vorgesehenen 2,26 Meter.
Die für Corbusiers Gebäudetyp markanten Stützen sind hier nicht plastisch und skulptural, sondern als einfache Scheiben ausgeführt. Zwar akzeptierte Le Corbusier die Abweichungen im Jahr 1957. Ein Jahr später distanzierte sich der Architekt allerdings vom ausgeführten Bau und strich das Gebäude aus seinem Lebenswerk.
Die Mietwohnungen wurden 1979 in Eigentumswohnungen umgewandelt. Auf dem Dach befand sich ursprünglich ein verglaster Beton-Pavillon mit einer schrägen Kastenform. Die Fenster des Pavillons waren nach Süden ausgerichtet.
Das Corbusierhaus steht seit 1996 unter Denkmalschutz. Seit der Umbenennung der Reichssportfeldstraße im Jahr 1997 lautet die Adresse Flatowallee 16.